# Islas Alhucemas
Islas Alhucemas är en ögrupp i Medelhavet som tillhör Spanien. Ögruppen omfattar öarna Peñón de Alhucemas, Isla de Mar och Isla de Tierra och är en så kallad plazas de soberanía. De ligger nära Marockos nordkust som också gör anspråk på öarna. 